# Mr. Fuji
Harry Fujiwara (* 4. Mai 1934 in Honolulu, Hawaii; † 28. August 2016 in Clarksville, Tennessee) war ein japanischstämmiger US-amerikanischer Wrestler und Wrestlingmanager. Er wurde bekannt unter seinem Ringnamen Mr. Fuji. In seiner aktiven Zeit als Wrestler hielt er fünf Mal die Tag-Team Championship der WWF.

## Karriere

### Anfänge
Fujiwara gab am 15. Dezember 1964 auf Hawaii sein Debüt als Mr. Fujiwara. Seinen ersten Titel, den NWA Hawaii Tag Team Championship, errang Fujiwara mit Curtis Iaukea am 7. Januar 1965.
Unter dem später gekürzten Ringnamen Mr. Fuji trat Fujiwara in verschiedenen NWA-Mitgliedsorganisationen an. In dieser Zeit durfte er einige Titelgewinne erzielen.

### WWWF und Independent
Ab 1972 trat er in der World Wide Wrestling Federation (WWWF, heute WWE) auf. Hier verkörperte er an der Seite von Toru Tanaka den „bösen Japaner“. Gemeinsam durften sie am 27. Juni 1972 zum ersten Mal die WWWF World Tag Team Championship gewinnen. Fortan waren beide Wrestler feste Größen im Main Event der WWWF und durften ihren Titel innerhalb einer Fehde gegen Pedro Morales und Bruno Sammartino mehrmals erfolgreich verteidigen. Mit insgesamt elf Monaten war ihre Titelregentschaft die drittlängste in der WWWF-Geschichte. Am 30. Mai 1973 mussten sie allerdings ihre Titel an Tony Garea and Haystacks Calhoun abgeben. Daraus entstand eine Fehde der beiden Teams, innerhalb derer sich ein weiterer Titelgewinn seitens Fujiwara und Tanaka anschloss. Danach bekam Garea den Wrestler Dean Ho als neuen Partner und die Fehde beider Teams dauerte weiter an. Es folgten jeweils ein weiterer Verlust und Gewinn des Titels seitens Tanka und Fujiwara. 1974 verließen beide die WWWF.
1975 debütierte Fuji zusammen mit Tanaka bei Georgia Championship Wrestling. Auch dort kämpften sie mit ihren ehemaligen WWWF-Rivalen Garea und Ho die Tag-Team Titel aus. Nach ihrem Verlust der Titel einen Monat später, arbeiteten die beiden für verschiedenen Independent-Organisationen, in denen sich einige Titelgewinne verzeichnen konnten.
1977 kehrten die beiden in die WWWF zurück. Man stellte ihnen Freddie Blassie als Ringbegleiter zur Seite und ließ die beiden die WWWF Tag Team Championship ein drittes Mal gewinnen. Kurz nachdem sie ihre Titel am 14. März 1978 abgeben mussten, verließen sie erneut die WWWF.
1979 traten sie wieder in verschiedenen Independent-Organisationen auf. Dort konnten sie zahlreiche Titel erringen. Aber noch im gleichen Jahr trennte sich das Team Fujiwara und Tanaka. Beide beschlossen nun, jeweils als Einzel-Wrestler Karriere zu machen. Fuji gewann zahlreiche Titel in unterschiedlichen Promotionen wie z. B. World Wrestling Council, NWA New Zealand und Maple Leaf Wrestling.

### WWF
1981 begann Fujiwara zum dritten Mal ein Engagement bei der WWWF, die sich mittlerweile in World Wrestling Federation (WWF) umbenannt hatte. Im Team mit Mr. Saito gewann Fujiwara zwei weitere Male den Tag-Team-Titel. Kurz nach dem letzten Titelverlust verließ Mr. Saito die WWF, während Fujiwara weiterhin in der WWF verblieb, wenn auch als Einzelwrestler. Ab 1985 wurde Fujiwara nur noch als Manager (eine Art Ring-Begleiter) eingesetzt und erlangte in dieser Position Popularität. Seine Schützlinge waren unter anderem George „The Animal“ Steele, Don Muraco und das Tag Team Demolition. Seinen größten Erfolg als Manager erlangte er an der Seite von Yokozuna, dem es mit Mr. Fujiwaras Hilfe bei Wrestlemania IX gelang, Bret Hart den WWF-Titel abzunehmen.
1996 verabschiedete sich Mr. Fujiwara aus dem aktiven Wrestlinggeschäft. Am 31. März 2007 führte sein ehemaliger Schützling Don Muraco ihn in die Hall of Fame ein.
Am 28. August 2016 verstarb Harry Fujiwara im Alter von 82 Jahren.

## Titel
- Continental Wrestling Association
  - 1× AWA Southern Tag Team Championship – mit Toru Tanaka
- Georgia Championship Wrestling
  - 1× NWA Georgia Tag Team Championship – mit Toru Tanaka
  - 1× NWA Southeastern Tag Team Championship – mit Chati Yakouchi
- International Wrestling Alliance
  - 1× IWA Tag Team Championship – mit Tiger Jeet Singh
- Maple Leaf Wrestling
  - 1× NWA Canadian Heavyweight Championship
- Jim Crockett Promotions / Mid-Atlantic Championship Wrestling
  - 1× NWA Mid-Atlantic Tag Team Championship – mit Genichiro Tenryu
- NWA Mid-Pacific Promotions
  - 1× NWA Hawaii Tag Team Championship – mit Karl Von Steiger
- NWA San Francisco
  - 1× NWA United States Heavyweight Championship
- Pacific Northwest Wrestling
  - 1× NWA Pacific Northwest Heavyweight Championship
  - 4× NWA Pacific Northwest Tag Team Championship – mit Haru Sasaki (3×) und Tony Borne (1×)
- Continental Championship Wrestling / Southeastern Championship Wrestling
  - 1× NWA Southeastern Tag Team Championship – mit Toru Tanaka
- World Wrestling Council
  - 1× WWC North American Heavyweight Championship
  - 1× WWC North American Tag Team Championship – mit Pierre Martel
- World Wide Wrestling Federation / World Wrestling Federation / World Wrestling Entertainment
  - WWE Hall of Fame
  - 5× WWWF/WWF World Tag Team Championship – mit Toru Tanaka (3×) und Mr. Saito (2×)